# Charles-Adolphe Truelle
Pour les articles homonymes, voir Truelle.
Charles Adolphe Truelle, né le 21 février 1816 à Paris et mort le 23 avril 1897 à Coudreceau (Eure-et-Loir), est un homme politique français.

## Biographie
D'une famille dont les membres ont rempli, depuis le XVIe siècle, des charges de judicature à Troyes, il était négociant à Coudreceau. Membre de la chambre de commerce et maire de Coudreceau, il se présenta, le 20 février 1876, dans l'arrondissement de Nogent-le-Rotrou, et fut élu député. 
Il siégea au centre gauche et fut signataire du manifeste des 363 députés qui refusèrent la confiance au gouvernement de Broglie, le 16 mai 1877.
Réélu le 14 octobre 1877, il reprit sa place dans la majorité républicaine, soutint le cabinet parlementaire de Dufaure et vota contre l'amnistie plénière, pour l'invalidation de l'élection de Blanqui, pour le retour du parlement à Paris, pour l'article 7. Le 21 août 1881, Truelle obtint sa réélection. Il appuya de ses votes les cabinets Gambetta et Ferry, se prononça contre la séparation de l'Église et de l'État et pour les crédits de l'expédition du Tonkin, compta parmi les membres les plus zélés de la majorité opportuniste, et ne se représenta pas aux élections de 1885. 
Truelle était conseiller général du canton de Thiron-Gardais.

## Sources
- « Charles-Adolphe Truelle », dans Adolphe Robert et Gaston Cougny, Dictionnaire des parlementaires français, Edgar Bourloton, 1889-1891 [détail de l’édition]